# Melionica citrinea
Melionica citrinea är en fjärilsart som beskrevs av Emilio Berio 1970. Melionica citrinea ingår i släktet Melionica och familjen nattflyn. Inga underarter finns listade i Catalogue of Life.